# 福岡県立八幡中央高等学校
福岡県立八幡中央高等学校（ふくおかけんりつやはたちゅうおうこうとうがっこう、英: Fukuoka Prefectural Yahata Chuo High School）は、福岡県北九州市八幡西区元城町にある県立高等学校。

## 概要
歴史
1916年（大正5年）に開校した八幡町立実科高等女学校を前身としており、2006年（平成18年）に創立90周年を迎えた。
学区
第三学区（旧第四学区）- 北九州市若松区・八幡西区・八幡東区・遠賀郡・中間市
※ただし芸術コースに関しては、福岡県全域から出願できる。
設置課程・学科
- 全日制課程 普通科
  - 一般コース
  - 芸術コース（美術専攻・書道専攻）
- 定時制課程 普通科

## 象徴
校訓
「自律・敬愛・創造」- 1986年（昭和61年）に制定。
校章
1949年（昭和24年）生徒の作品をもとに、当時の美術科教諭が図案化。智（知）を表す「ペン」、逆三角形の帆に形どった「中」（校名、八幡中央の「中」）の文字、「月桂樹の葉」の3つを組み合わせた背景に、「高」の文字（旧字体）を置いている。
校歌・応援歌
1948年（昭和28年）に制定。作詞は倉野憲司（福岡女子大学学長 文学博士）、作曲は團伊玖磨（オペラ「夕鶴」の作曲者）。 3番まである。校名は歌詞に登場しない。
また校歌とは別に応援歌（作詞 - 斐信子、作曲 - 後藤昌泰）がある。
同窓会
「錦綾会」（きんりょうかい）と称する。関東・関西に支部を置く。

## 特色
芸術コース
特色あるコースとして、伝統の中に新しい息吹を求め、また、地域からの強い要望と大きな期待に応えるため、1998年度（平成10年度）に併設された。美術・書道の2専攻から成り、福岡県全域から受験することができるので、将来芸術活動を志す中学生にとっては魅力的なコースとなっている。全国規模のコンクールでは幾度も1位になるなど、コンクールの上位常連校として全国的に注目を集めており、新設から8年目の2006年度（平成18年度）には、過年度の生徒が芸術系の最難関である東京藝術大学油画科に合格、2007年度（平成19年度）は油画科に現役生合格、2008年（平成20年度）は工芸科に過年度生合格と3年連続合格者を出している。

## 沿革
- 1916年（大正5年）
  - 4月7日 - 八幡町立実科高等女学校の設立が認可。入学資格を高等小学校卒業生、修業年限を2年とする。
  - 6月1日 - 「八幡町立実科高等女学校」が開校。（創立年）
- 1917年（大正6年）3月1日 - 市制施行に伴い、「八幡市立実科高等女学校」に改称。
- 1923年（大正12年）4月1日 - 県立移管に伴い、「福岡県立八幡高等女学校」に改称。
- 1925年（大正14年）4月1日 - 「福岡県八幡高等女学校」と改称。
- 1927年（昭和2年）4月1日 - 実科を廃止。
- 1948年（昭和23年）4月1日 - 学制改革により、「福岡県立八幡女子高等学校」と改称。
- 1949年（昭和24年）
  - 4月1日 - 八幡市立八幡高等学校と統合。
  - 8月31日 - 「福岡県立八幡中央高等学校」（現校名）と改称し、男女共学となる。
- 1951年（昭和26年）4月1日 - 定時制課程（夜間）普通科を併置。
- 1953年（昭和28年）2月28日 - 校旗と校歌を制定。
- 1955年（昭和30年）9月17日 - 八幡市元城町新校舎に移転。
- 1986年（昭和61年）3月11日 - 校訓「自律・敬愛・創造」を制定。
- 1996年（平成8年）11月2日 - レストスポットが完成。
- 1997年（平成9年）3月13日 - 多目的ホール「緑風館」が完成。
- 1998年（平成10年）4月1日 - 芸術コース（1学級）を新設。
- 2000年（平成12年）3月30日 - 彫刻・陶芸棟が完成。
- 2003年（平成15年）4月15日 - 登校時、西鉄バス北九州が乗り入れを開始。
- 2008年（平成20年）5月16日 - ギャラリー「つくる」を開設。

## 学校行事
3学期制
1学期
- 6月 - 創立記念日（1日）、文化祭

2学期
- 9月 - 体育大会
- 10月- 修学旅行(芸術コース)

3学期
- 1月 - 修学旅行

## 部活動
体育部
- ウエイトリフティング部
- 野球部
- バスケットボール部
- バレーボール部
- 硬式庭球部
- 陸上部
- サッカー部
- 卓球部
- 柔道部
- 水泳部
- 山岳部
- 総合部

文化部
- 美術部
- 書道部
- 吹奏楽部
- 放送部
- 図書映像部
- 新聞部
- 写真部
- 茶華道部
- 園芸部
- 映画部
- 物理部
- 新聞部
- イラスト部

## 著名な出身者
- 古賀伸明（日本労働組合総連合会会長、連合総合生活開発研究所理事長）
- 貫正義（九州電力会長、九州先端科学技術研究所理事長）
- 佐木隆三（小説家）
- みずかみかずよ（詩人、児童文学作家）
- 谷村ひとし（漫画家）
- 萩岩睦美（漫画家）
- 児玉孝一（将棋棋士）[1]
- 田中千尋（バスケットボール）
- 吉永一明（サッカー）
- 入江順和（ラグビー）
- 村上龍寛（ラグビー）
- 花田裕之（ミュージシャン）
- 上条英男（芸能マネージャー）
- 太田和臣（ウエイトリフティング）‐　2016年4月1日より教諭
- 森田悟（お笑い芸人、スパローズ）
- 大和一孝（お笑い芸人、スパローズ）
- でんでん（俳優）※定時制

## アクセス
最寄りの鉄道駅
- JR鹿児島本線 「八幡駅」
駅から学校は比較的距離が離れているため、多くの生徒が八幡駅で路線バスに乗り換えて通学する。

最寄りのバス停
- 西鉄バス北九州
  - 「龍潜寺」バス停より徒歩3分
  - 「花尾町」バス停より徒歩3分
  - 「祇園3丁目」バス停より徒歩10分

## 周辺
- 九州国際大学
- 仰星学園高等学校
- 北九州市立花尾中学校
- 北九州市立花尾小学校
- 桃園公園（北九州市立児童文化科学館）
- 龍潜寺
- 平野川
- 学校のそばを北九州高速道路（4号線）が走っているが、付近に出入口はない。